# رکن‌العداله
حاج میرزا ابراهیم خلیل، ملقب به رکن‌العداله از بزرگان تبریز در دوران قاجار بود.
از مناصب او ریاست عدلیه خراسان بود.
در کتاب بازیگران سیاست اثر ابوالحسن احتشامی آمده است: «رکن‌العداله در اواخر عمر رئیس دیوان‌خانه خراسان گردید و چون او دائی محسن خان مشیرالدوله وزیر عدلیه ناصرالدین‌شاه بود، این کار به او تفویض گردید تا در اصلاحات عدلیه خراسان اقدامات اساسی به عمل آورد.»
او همچنین برادر سید حسن عدل‌الملک بود. چهار پسرش عبارت بودند از: 
1. سید فرج‌الله مستنصرالسلطنه که مدتی سفیر ایران در مصر بود
2. سید مصطفی منصورالسلطنه حقوقدان معروف و وزیر دادگستری
3. سید حسین آصف‌الملک پیشخدمت احمدشاه قاجار، داماد معین‌التجار بوشهری
4. سید نصرالله منتصرالسلطنه، با یکی از نوادگان حکیم‌الممالک ازدواج کرد.